# أليس سميث
أليس سميث (بالإنجليزية: Alice Smith)‏ هي مغنية أمريكية، ولدت في 30 نوفمبر 1978.

## وصلات خارجية
- أليس سميث على موقع IMDb (الإنجليزية)
- أليس سميث على موقع ميوزك برينز (الإنجليزية)
- أليس سميث على موقع أول ميوزيك (الإنجليزية)
- أليس سميث على موقع ديسكوغز (الإنجليزية)